# Little T&A
"Little T&A" er den fjerde sang fra rock ‘n’ roll bandets The Rolling Stones album Tattoo You fra 1981 album. Sangen bliver sunget af guitaristen Keith Richards.
Sangen blev ligesom alle de andre sange krediteret til sangskriverparret Jagger og Richards, men "Little T&A" var hovedsageligt en komposition fra Richards. Richards begyndte originalt at skrive sangen tidligt i 1979, med intentioner om at have sangen færdig så den kunne komme på albummet Emotional Rescue. I stedet for at komme på det album kom den så i stedet på Tattoo You to år senere . Bandet begyndte at arbejde på nummeret i midten af 1981. 
Sangen starter med et riff fra Richards, der udover at synge også spillede bas og elektrisk guitar sammen med Ron Wood. Ian Stewart spillede klaver på nummeret, og Jagger sang kor sammen med Richards og Wood, mens Charlie Watts spillede trommer . 
Teksten til "Little T&A" blev beskrevet af Richards på tidspunktet for dens udgivelse:” Altså, sangen handlede om hver eneste gang jeg mødte en eller anden for en nat eller to, og aldrig skulle se dem igen. Og også om det lort det nogen gange sker, når du kommer til at støder ind i ukendte folk, og ikke ved hvilken scene du kommer ind i, kender du det ” ? 
| Citat | The heat's raiding, the tracks is fading; Joint's rocking, could be anytime at all; But the bitch keep bitching, the snitcher keeps snitching; Dropping names and telephone numbers and all, well | Citat |
|       | |       |

Titlen på sangen bliver aldrig sunget, men et lignende omkvæd bliver sunget i stedet:
| Citat | She's my little rock & roll, Her tits and ass with soul, baby | Citat |
|       |                                                               |       |

En live udgave finde på dokumentar filmen Shine a Light, og vil blive udgivet på soundtracket af same navn som først udkommer den 7. april 2007 . 